# Sinucide-mă!
Sinucide-mă! este un film românesc din 2011 regizat de Jamil Hendi. Rolurile principale au fost interpretate de actorii Vasile Calofir, Oana Irina Duțu, Dorotheea Petre.

## Distribuție
Distribuția filmului este alcătuită din:
- Cuzin Toma — Igor
- Magda Catone
- MarkOne1
- Dorotheea Petre — Monica
- Marius Bodochi — Asasinul
- Alexandru Bar
- Cheloo
- Vasile Calofir
- Wilmark
- Valentin Teodosiu — Tatăl asasinului
- Oana Irina Duțu